# Alternanthera reineckii
Espèce
Synonymes
Telanthera Osiris
Classification APG III (2009)
Alternanthera reineckii est une espèce de plante d'aquarium originaire des zones tropicales d'Amérique du Sud.
Le dessous des feuilles de Alternanthera reineckii forme un contraste plein d'effet avec le vert végétal de l'aquarium, surtout si la plante est disposée en groupe. Une lumière intense accentue la coloration rouge des feuilles. La plupart des Alternanthera sont difficiles à cultiver en aquarium, mais celle-ci est assez accommodante. La manière la plus facile de la multiplier consiste à pincer la pousse terminale et de la planter sur le sol, ce qui a aussi pour effet de donner à la plante-mère un aspect buissonnant en se ramifiant.